# Twin Peaks pilotavsnitt
Twin Peaks pilotavsnitt sände den 8 april 1990.

## Handling
Avsnittet börjar med att den 17-åriga skönhetsdrottningen Laura Palmer hittas mördad. Samma dag kommer ännu en ung kvinna, Ronette Pulaski, gående över delstatsgränsen, svårt misshandlad och drabbad av minnesförlust.
FBI-agenten Dale Cooper (Kyle MacLachlan) kallas in för att hjälpa den lokale sheriffen Harry S. Truman (Michael Ontkean) att lösa fallet. Agent Cooper trivs redan från början oerhört bra i Twin Peaks och kommer mycket bra överens med både Truman och hans två vicesheriffer, den filosofiske indianen Tommy "Hawk" Hill och den nördige men sympatiske Andy Brennan samt receptionisten Lucy Moran.
Agent Cooper upptäcker snabbt att inget i Twin Peaks är som det synes vara och att staden sjuder av mörka hemligheter. I stort sett alla invånare i Twin Peaks visste vem Laura Palmer var och de flesta hade någon slags relation till henne. Laura själv visar sig också ha varit en betydligt mer komplex person än vad som först framgått, med bland annat narkotikamissbruk och flera hemliga kärleksförhållanden och sexuella relationer.
Listan på potentiella gärningsmän är lång, Laura Palmers officielle pojkvän Bobby Briggs (Dana Ashbrook) grips först men släpps kort därpå. Desto större intresse visar Cooper och Truman för James Hurley (James Marshall) som visar sig ha varit en av Lauras hemliga pojkvänner. Denne släpps dock också efter ett kort förhör varpå han och Lauras bästa väninna Donna Hayward (Lara Flynn Boyle) bestämmer sig för att försöka lösa mordet på egen hand. De inleder också ett kärleksförhållande.
Agent Cooper blir också misstänksam när han träffar Lauras psykolog, den underlige Dr. Lawrence Jacoby. En annan misstänkt är den burduse lastbilschauffören Leo Johnson.
Det framgår också att Leos hustru, den unga Shelly Johnson som jobbar som servitris på ortens restaurang "The 'RR' Diner", har ett hemligt förhållande med Bobby Briggs. Restaurangägaren Norma Jennings i sin tur visar sig ha ett mångårigt förhållande med James Hurleys morbror Ed Hurley (Everett McGill) som lever i ett olyckligt äktenskap med den enögda och psykotiska Nadine Hurley.
På mordplatsen, en övergiven tågvagn ute i skogen, har man hittat ett halsband med ett smycke i form av ett halvt hjärta. James Hurley, som fått den andra halvan av hjärtat av Laura, bestämmer sig tillsammans med sin nya flickvän Donna Hayward för att gömma smycket eftersom Agent Cooper misstänker att den som har den andra halvan av hjärtat också är skyldig till mordet. Tillsammans gräver James och Donna ner halsbandet i skogen.
Under sin vistelse i Twin Peaks bor Agent Cooper på det lokala hotellet "The Great Northern" som ägs av den skrupelfrie affärsmannen Benjamin Horne (Richard Beymer). Denne står i begrepp att göra sitt livs affär och ligger i förhandling med en grupp norska investerare. Till sin hjälp har han bland annat advokaten Leland Palmer (Ray Wise), far till den mördade Laura.
För att affären skall gå i lås krävs att Benjamin Horne får kontroll över det lokala sågverket samt landområdet "Ghostwood" som ägs av Josie Packard (Joan Chen), änka efter ortens store man Andrew Packard. Dennes syster Catherine Martell (Piper Laurie) intrigerar och har ett hemligt förhållande med Benjamin Horne bakom ryggen på sin hygglige men godtrogne man Pete Martell (Jack Nance). Josie Packard har å sin sida ett hemligt förhållande med Sheriff Truman.
De norska investerarna väljer dock att dra sig ur affären efter att Benjamin Hornes 18-åriga dotter Audrey (Sherilyn Fenn) skvallrat för norrmännen om det brutala mordet på Laura Palmer.
Pilotavsnittet avslutas med att Lauras sörjande mor Sarah Palmer sitter hemma i soffan och plötsligt får en surrealistisk vision av hur någon hittar halsbandet som James och Donna grävde ner i skogen.